# Стів Вікерс
Стів Вікерс (англ. Steve Vickers, нар. 21 квітня 1951, Торонто) — колишній канадський хокеїст, що грав на позиції крайнього нападника.
Провів понад 700 матчів у Національній хокейній лізі. 

## Ігрова кар'єра
Хокейну кар'єру розпочав 1968 року.
1971 року був обраний на драфті НХЛ під 10-м загальним номером командою «Нью-Йорк Рейнджерс». 
Протягом професійної клубної ігрової кар'єри, що тривала 11 років, захищав кольори команд «Нью-Йорк Рейнджерс» та «Спрингфілд Індіанс».
Загалом провів 766 матчів у НХЛ, включаючи 68 ігор плей-оф Кубка Стенлі.

## Нагороди та досягнення
- Пам'ятний трофей Колдера — 1973.
- Друга команда всіх зірок НХЛ — 1975.
- Учасник матчу усіх зірок НХЛ — 1975, 1976.

## Статистика
| Сезон        | Клуб                 | Ліга         | Регулярний сезон | Регулярний сезон | Регулярний сезон | Регулярний сезон | Регулярний сезон | Плей-оф | Плей-оф | Плей-оф | Плей-оф | Плей-оф |
| Сезон        | Клуб                 | Ліга         | І                | Г                | П                | О                | ШХ               | І       | Г       | П       | О       | ШХ      |
| ------------ | -------------------- | ------------ | ---------------- | ---------------- | ---------------- | ---------------- | ---------------- | ------- | ------- | ------- | ------- | ------- |
| 1968–69      | «Маркем Ваксерс»     | МетЮХЛ       | 36               | 43               | 40               | 83               | —                | —       | —       | —       | —       | —       |
| 1969–70      | «Торонто Мальборос»  | ОХЛ          | 52               | 28               | 38               | 66               | 23               | 11      | 5       | 5       | 10      | 5       |
| 1970–71      | «Торонто Мальборос»  | ОХЛ          | 62               | 43               | 64               | 107              | 51               | 13      | 8       | 12      | 20      | 5       |
| 1971–72      | «Омаха Найтс»        | ЦПХЛ         | 70               | 26               | 33               | 59               | 45               | —       | —       | —       | —       | —       |
| 1972–73      | «Нью-Йорк Рейнджерс» | НХЛ          | 61               | 30               | 23               | 53               | 37               | 10      | 5       | 4       | 9       | 4       |
| 1973–74      | «Нью-Йорк Рейнджерс» | НХЛ          | 75               | 34               | 24               | 58               | 18               | 13      | 4       | 4       | 8       | 17      |
| 1974–75      | «Нью-Йорк Рейнджерс» | НХЛ          | 80               | 41               | 48               | 89               | 64               | 3       | 2       | 4       | 6       | 6       |
| 1975–76      | «Нью-Йорк Рейнджерс» | НХЛ          | 80               | 30               | 53               | 83               | 40               | —       | —       | —       | —       | —       |
| 1976–77      | «Нью-Йорк Рейнджерс» | НХЛ          | 75               | 22               | 31               | 53               | 26               | —       | —       | —       | —       | —       |
| 1977–78      | «Нью-Йорк Рейнджерс» | НХЛ          | 79               | 19               | 44               | 63               | 30               | 3       | 2       | 1       | 3       | 0       |
| 1978–79      | «Нью-Йорк Рейнджерс» | НХЛ          | 66               | 13               | 34               | 47               | 24               | 18      | 5       | 3       | 8       | 13      |
| 1979–80      | «Нью-Йорк Рейнджерс» | НХЛ          | 75               | 29               | 33               | 62               | 38               | 9       | 2       | 2       | 4       | 4       |
| 1980–81      | «Нью-Йорк Рейнджерс» | НХЛ          | 73               | 19               | 39               | 58               | 40               | 12      | 4       | 7       | 11      | 14      |
| 1981–82      | «Нью-Йорк Рейнджерс» | НХЛ          | 34               | 9                | 11               | 20               | 13               | —       | —       | —       | —       | —       |
| 1981–82      | «Спрингфілд Індіанс» | АХЛ          | 20               | 4                | 6                | 10               | 14               | —       | —       | —       | —       | —       |
| Усього в НХЛ | Усього в НХЛ         | Усього в НХЛ | 698              | 246              | 340              | 586              | 330              | 68      | 24      | 25      | 49      | 58      |